# Tarifa
Tarifa, am östlichen Ende der Costa de la Luz in der andalusischen Provinz Cádiz (Spanien) gelegen, ist der südlichste Ort des europäischen Festlands. Durch die strategische Lage an der Straße von Gibraltar war Tarifa immer wieder Schauplatz historischer Ereignisse. Heute ist die Stadt neben Hoʻokipa auf Hawaii und Fuerteventura (Kanarische Inseln) eine der „Welthauptstädte“ für Wind- und Kite-Surfer.

## Geographie
Am westlichen Rand befindet sich die „Punta de Tarifa“ (Punta, span.: „Spitze“ oder „Horn“), der südlichste Punkt des europäischen Festlandes auf der unmittelbar vorgelagerten Isla de Las Palomas. Die Entfernung nach Marokko und somit auf den afrikanischen Kontinent beträgt nur 14 km. Nirgendwo sonst liegen Europa und Afrika näher beieinander. Fähren, darunter auch Hochgeschwindigkeits-Katamarane, verkehren mehrmals täglich zwischen Tarifa und Tanger.

### Fauna
Die Lage zwischen dem europäischen und afrikanischen Festland macht die Region auch zum Fixpunkt auf den Routen von mehr als 200 Arten von Zugvögeln (siehe auch Vogelzug). Im Meer führt das Zusammentreffen der Wassermassen von Atlantik und Mittelmeer zu einem einzigartigen Ökosystem. Zu den spektakulärsten Bewohnern zählen Delfin- und Walarten (Gemeiner Delfin, Blau-Weißer Delfin, Großer Tümmler, Grindwal, Orca, Pottwal, Finnwal).

### Klimatabelle
|                        | Jan  | Feb  | Mär  | Apr  | Mai  | Jun  | Jul  | Aug  | Sep  | Okt  | Nov  | Dez  |   |      |
| Mittl. Temperatur (°C) | 13,0 | 13,0 | 14,4 | 15,2 | 17,2 | 19,8 | 21,7 | 22,3 | 21,1 | 18,6 | 15,9 | 14,1 | ⌀ | 17,2 |
| Mittl. Tagesmax. (°C)  | 15,2 | 15,1 | 16,3 | 17,3 | 19,4 | 21,8 | 23,9 | 24,5 | 23,1 | 20,6 | 17,9 | 16,1 | ⌀ | 19,3 |
| Mittl. Tagesmin. (°C)  | 10,8 | 10,9 | 12,4 | 13,0 | 14,9 | 17,8 | 19,4 | 20,0 | 19,0 | 16,7 | 13,9 | 12,1 | ⌀ | 15,1 |
|                        |      |      |      |      |      |      |      |      |      |      |      |      |   |      |
| Niederschlag (mm)      | 70   | 75   | 48   | 57   | 28   | 8    | 2    | 4    | 16   | 80   | 86   | 118  | Σ | 592  |
|                        |      |      |      |      |      |      |      |      |      |      |      |      |   |      |
| Regentage (d)          | 6,9  | 7,8  | 5,4  | 6,7  | 4,0  | 1,3  | 0,4  | 0,4  | 2,0  | 6,4  | 8,0  | 10,1 | Σ | 59,4 |
|                        |      |      |      |      |      |      |      |      |      |      |      |      |   |      |
| Luftfeuchtigkeit (%)   | 77   | 79   | 78   | 77   | 78   | 79   | 80   | 81   | 81   | 81   | 79   | 78   | ⌀ | 79   |

| 10,8 |

| 10,9 |

| 12,4 |

| 13,0 |

| 14,9 |

| 17,8 |

| 19,4 |

| 20,0 |

| 19,0 |

| 16,7 |

| 13,9 |

| 12,1 |

| 10,8 |

| 10,9 |

| 12,4 |

| 13,0 |

| 14,9 |

| 17,8 |

| 19,4 |

| 20,0 |

| 19,0 |

| 16,7 |

| 13,9 |

| 12,1 |

## Geschichte und Kultur
Das älteste Zeugnis menschlicher Siedlungstätigkeit in der Region ist der etwa 60.000 Jahre alte Schädel eines Neandertalers, der in einer Höhle im 15 km von Tarifa entfernten Felsen von Gibraltar gefunden wurde. Es gibt um Tarifa (Cueva del Moro, Nekropole von Los Algarbes) mehr als 50 Abris und natürliche und künstliche Höhlen, in denen sich prähistorische Gemälde und Gravuren finden.

### Antike
Archäologische Funde lassen vermuten, dass Tarifa ebenso wie Cádiz zu Beginn des 1. Jahrtausends v. Chr. von den Phöniziern gegründet wurde. Gesichert ist eine Besiedlung durch die Römer ab dem 1. Jahrhundert v. Chr. Der damalige Name war Tingentera. 15 km westlich von Tarifa, nahe dem Dorf Bolonia, befindet sich mit Baelo Claudia eine der besterhaltenen römischen Siedlungen Spaniens.

### Mittelalter
Im Juli 710 führte der Berber Tarif ibn Malik ein Expeditionsheer von 500 Mann gegen den Ort. Die meisten Historiker stimmen darin überein, dass der heutige Name der Stadt von dem Heerführer hergeleitet wurde. Ein anderer Ansatz führt den Namen auf das arabische Wort Ṭaraf zurück, das „Ende“ bedeutet. Al-Idrisi spricht von der Ǧazīra(t) (Insel) Ṭarīf (جزيرة طريف). Die Straße von Gibraltar galt schon seit der Antike als das Ende der Welt, was sich erst mit der Entdeckung Amerikas mehr als 700 Jahre nach der Eroberung der iberischen Halbinsel änderte. Tarif abu Zuras Angriff war das erste militärische Vordringen der Berber auf das europäische Festland. Ein Jahr später folgte, ausgehend von der Region um Tarifa, Algeciras und Gibraltar, der Beginn der Eroberung von „Al-Andalus“.
Die Burg zwischen Hafen und Stadt wurde von den muslimischen Herrschern im 10. Jahrhundert (um 960) unter dem Kalifen von Córdoba, Abd ar-Rahman III. errichtet. Sie diente vor allem dem Schutz gegen Überfälle der Fatimiden aus dem heutigen Marokko und der Wikinger, sowie der Kontrolle der heute als Straße von Gibraltar bekannten Meerenge, die zu jener Zeit von Piraten heimgesucht wurde. Die Altstadt von Tarifa mit ihren engen verwinkelten Gassen und weiß gestrichenen Häusern geht auf die Zeit des maurischen Spanien, Al-Andalus, zurück.
Ein Heer der katholischen Spanier unter König Sancho IV. von Kastilien und León (herrschte 1284–1295) eroberte Tarifa im Zuge der Reconquista im Jahr 1292. Allerdings blieb die Stadt noch bis zur Eroberung der nahegelegenen Stadt Algeciras (1344) umkämpft. 1292 wurde die Stadt von den Meriniden aus Nordafrika belagert. Sie entführten den Sohn des Kommandanten der Festung und drohten, ihn zu töten, wenn sein Vater ihnen nicht die Burg überließ. Doch dieser, bekannt geworden als Guzmán El Bueno, weigerte sich und, glaubt man der Legende, warf sogar seinen Dolch zu den Belagerern hinunter, damit sie seinen Sohn damit töten konnten: Lieber wollte er ein Mann ohne Sohn als einer ohne Ehre sein. Nach ihm benannten die Spanier die in jener Zeit weiter ausgebaute Burg Castillo de Guzmán. Wie auch andere Feldherren, die sich während der Reconquista hervorgetan hatten, wurde er mit Ländereien belohnt. Seine Nachfahren, die Herzöge von Medina-Sidonia, zählten noch bis ins 20. Jahrhundert zu den größten unter den Großgrundbesitzern Andalusiens und besaßen weite Teile der Provinz Cádiz.
Aus der Zeit kurz nach der Eroberung durch die Spanier stammt auch die Puerta de Jerez. Dieses Tor zur Altstadt wurde anstelle eines Teils der früheren Stadtmauer im Mudejar-Stil errichtet (d. h. von Muslimen, die nach der Reconquista weiterhin im fortan katholischen Spanien lebten). Im 15. Jahrhundert wurde die später im Stil des Barock erweiterte Kirche Iglesia de San Mateo im Stadtzentrum gebaut.

### Neuzeit

Flagge Tarifas

Im 16. und 17. Jahrhundert war Tarifa nicht nur einer der Häfen im Schiffsverkehr zwischen Spanien und dessen amerikanischen Kolonien, viele Einwohner der Stadt waren auch aktiv als Seefahrer, Soldaten und Siedler an der Kolonisation beteiligt. Mit dem Ende des spanischen Kolonialreiches büßte Tarifa, das zuvor bereits eine große Zahl seiner Einwohner verloren hatte, seine Bedeutung als Handelshafen ein. In der Folge wurde die Fischerei, schon seit der Zeit der Römer ein bedeutender Wirtschaftszweig, die wichtigste und fast ausschließliche Einnahmequelle der Bewohner der Stadt. Seit den frühen 1980er Jahren gewann der Tourismus zunehmend an Bedeutung und ist heute der primäre Wirtschaftssektor.
Seit dem Beitritt Spaniens zur Europäischen Union wurde die Region um Tarifa wegen der Nähe zur marokkanischen Küste verstärkt zum Ziel von Afrikanern, vor allem aus dem Maghreb, die versuchen nach Europa zu gelangen. Die starke Strömung, die Winde und der oft heftige Wellengang machen die Überfahrt auf den meist überladenen und untauglichen Booten allerdings zu einem gefährlichen und nicht selten auch tödlichen Unterfangen. Jedes Jahr werden mehrere hundert Ertrunkene an den spanischen Stränden gefunden. In den Jahren von 1997 bis 2001 wurden gemäß einer Zählung der marokkanischen „Vereinigung der Freunde und Familien von Opfern der illegalen Einwanderung“ (Association des amis et familles des victimes de l'immigration clandestine, AFVIC) an den marokkanischen und spanischen Küstenstreifen der Straße von Gibraltar insgesamt 3286 Tote gefunden. Wie viele aufs Meer abgetrieben und nie gefunden wurden, ist unbekannt. Schätzungen gehen davon aus, dass die Zahl etwa dreimal so hoch wie jene der an die Strände geschwemmten ist – also fast 2000 Tote pro Jahr.

## Wirtschaft

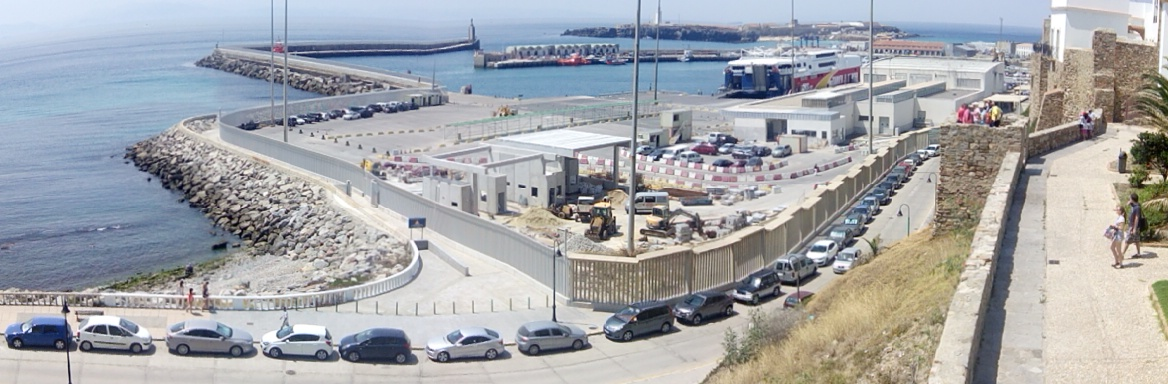
Der Hafen von Tarifa (2014)

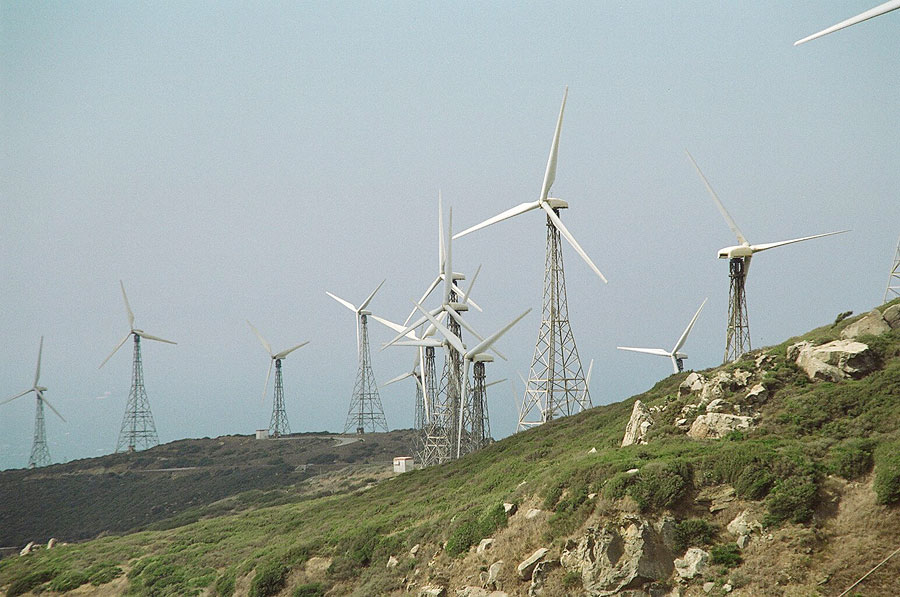
Windenergieanlage bei Tarifa (2004)

In der Region von Tarifa wehen – mit Ausnahme weniger Tage vor allem im August – während des ganzen Jahres starke Winde: entweder der von Osten, meist von der Sahara kommende warme Levante (Windstärke 7–9, meist stärker), der oft auch große Mengen Sand mitbringt, oder der kühle, meist schwächere (Windstärke 6), vom Atlantik kommende Poniente. Diesen Winden verdanken die Stadt und das Umland bis zum etwa 50 km westlich liegenden Kap Trafalgar ihre Popularität zuerst bei Wind- und später auch bei Kite-Surfern aus aller Welt und damit ihre Stellung als internationale Tourismus-Destination. Von Einheimischen werden die Surfer auch locos por el viento genannt, „die nach dem Wind Verrückten“. Die Energie wird auch mit zahlreichen Windenergieanlagen genutzt, die teils als EU-geförderter Großversuch auf den Hügeln im Hinterland errichtet wurden.

Seit den 1970er Jahren löste der Tourismus die traditionell bedeutende Fischerei (siehe auch Roter Thun, Almadraba) als vorherrschenden Wirtschaftszweig ab. Durch die Nähe zur marokkanischen Küste ist Tanger ein beliebtes Ausflugsziel für Touristen.

## Sehenswürdigkeiten

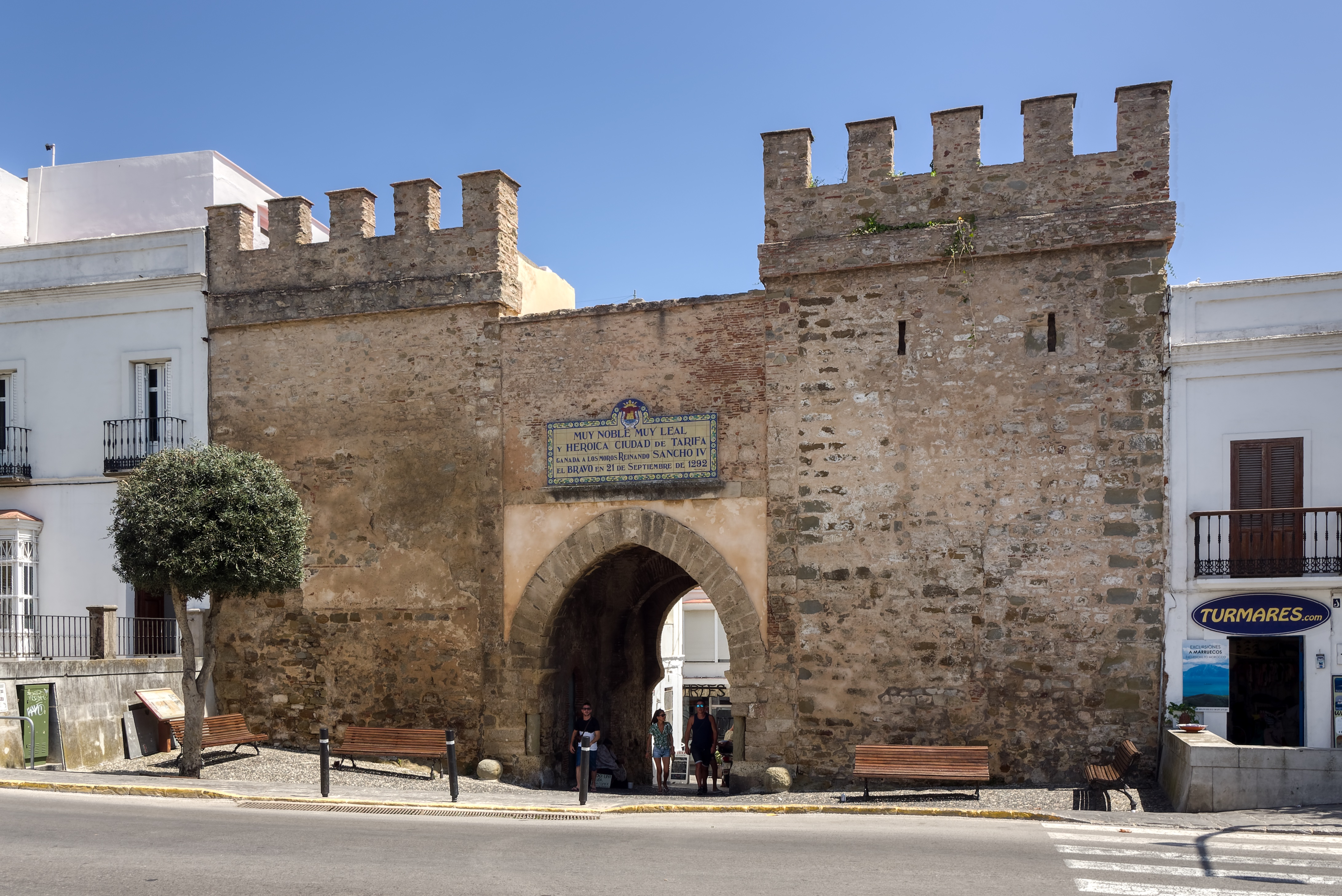
Puerta de Jerez

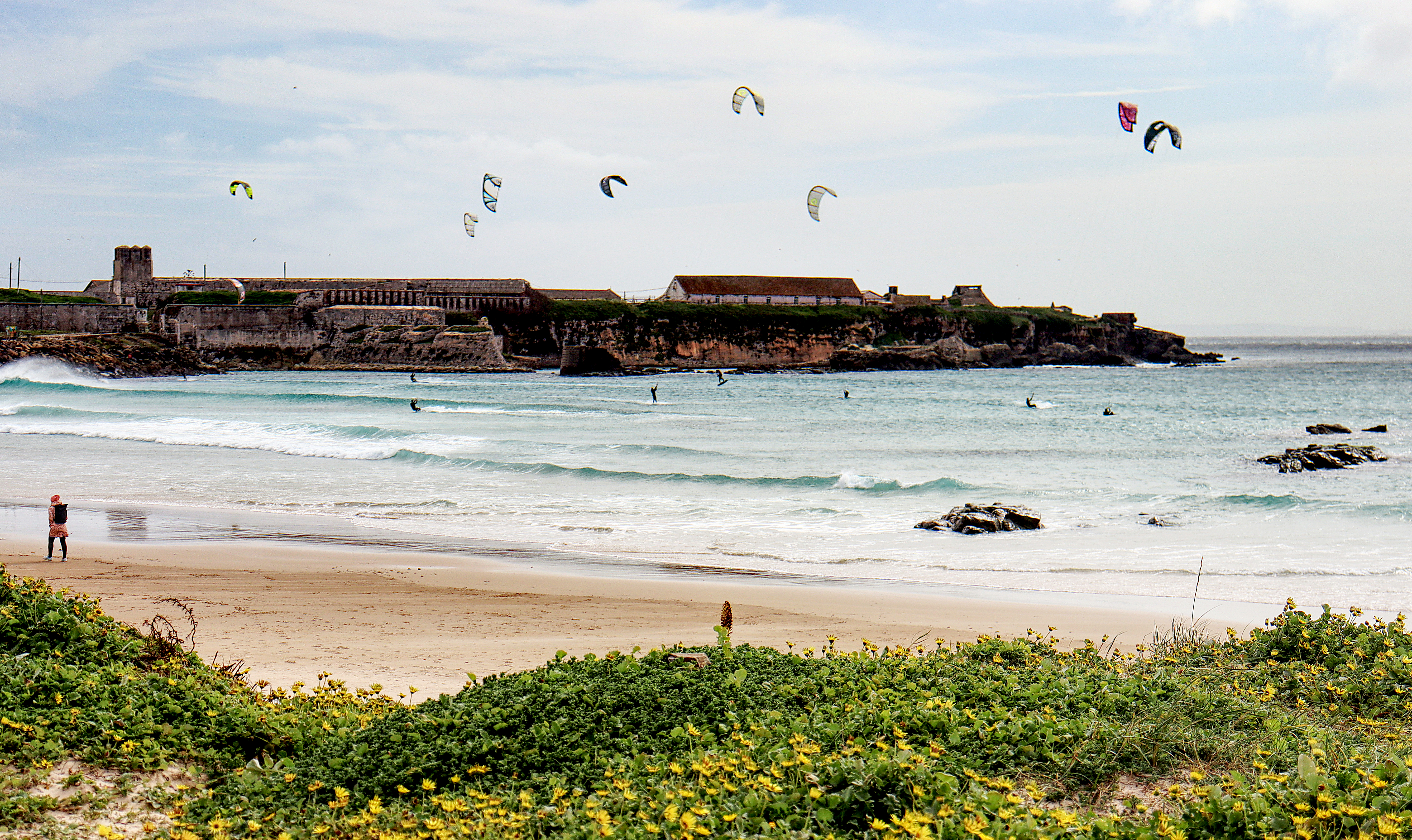
Kitesurfer in Tarifa

Der Altstadtkern der Stadt wurde aufgrund seiner mittelalterlichen Mauern zum geschützten Kulturgut (Bien de Interés Cultural) erklärt. Von der damaligen Bausubstanz sind große Teile an ihrem ursprünglichen Standort oder in andere Gebäude integriert und dadurch erhalten geblieben.
Historische Sehenswürdigkeiten in der Stadt sind:
- Die gut erhaltene Burg Castillo de Guzmán in der Nähe des Hafens.[7][8] Daran angeschlossen befinden sich der Bueno Tower aus dem 13. Jahrhundert und die Kirche der heiligen Maria.
- Die Kirche Iglesia San Francisco de Asis (deutsch: Franz von Assisi) wurde im Jahre 1797 auf einem bestehenden Tempel erbaut und weist eine barocke und neoklassische Fassade auf.
- Die Puerta de Jerez aus dem 13. Jahrhundert, die von den mittelalterlichen Mauern bestehen blieb.[9]
- Die Kirche des St. Matthias (spanisch: Iglesia de San Mateo), die im frühen 16. Jahrhundert im gotischen Stil erbaut wurde. Die Fassade wurde im Jahr 1774 von Torcuato Cayón de la Vega erneuert.
- Außerhalb der Stadtmauern befindet sich die Burg Castillo de Santa Catalina, die auf dem gleichnamigen Hügel im Osten des Guzman-Turmes liegt.[10]

Die Nekropole von Los Algarbes liegt in einem Felsaufschluss nahe der Bucht von Valdevaqueros in Tarifa.
Tarifa ist ein beliebter Sommerferienort für Besucher aus Nordeuropa. Die Küste ist aufgrund von starken Winden gut für Wind- und Kitesurfen geeignet. Deswegen ist Tarifa auch von Hunderten von Windrädern geprägt.
In Tarifa beginnen bzw. enden die Europäischen Fernwanderwege E4 und E9.

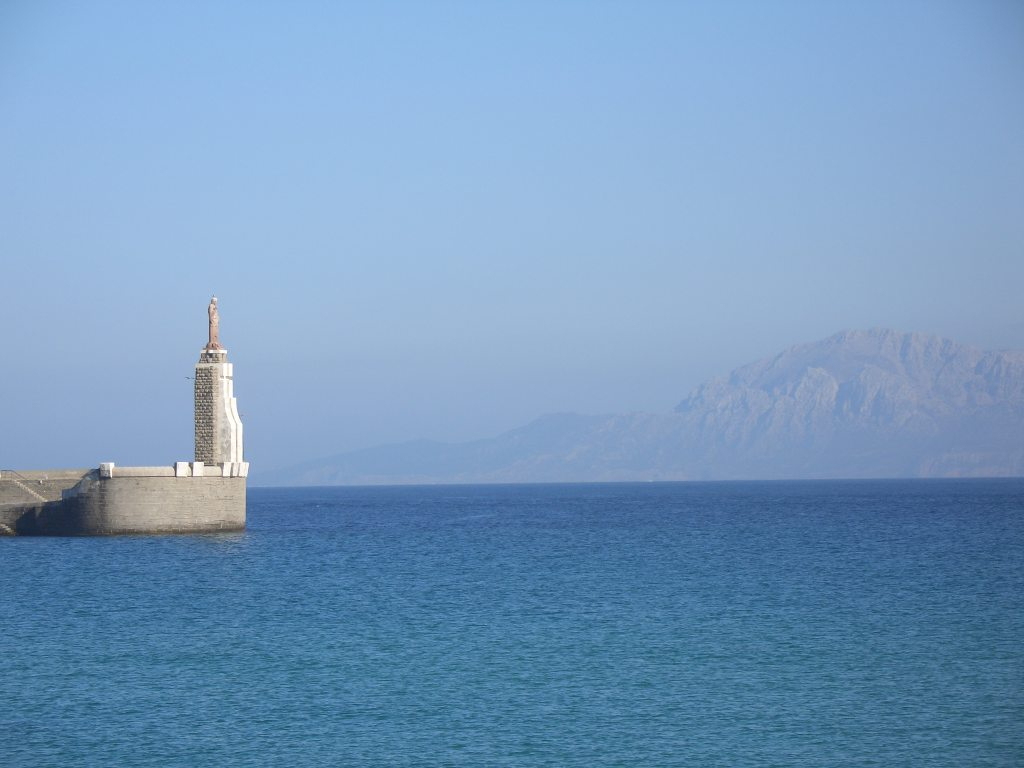
Hafenmauer, am Horizont die marokkanische Küste mit dem Berg Dschebel Musa
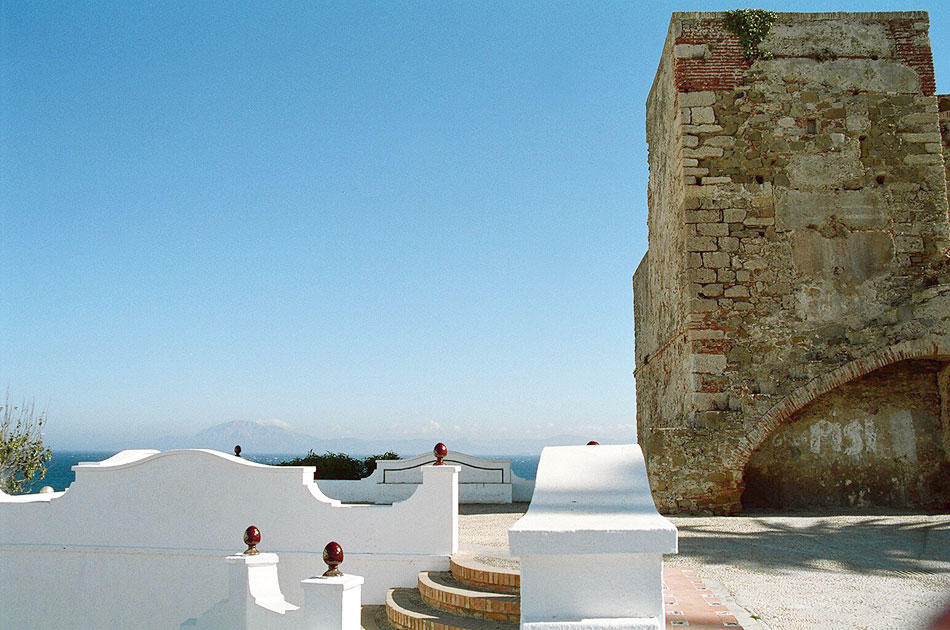
Plazuela del Viento

## Persönlichkeiten
- Luis Fernández (* 1959), französischer Fußballspieler und -trainer
- Nia Suardiaz (* 2007), Wingfoilerin